# شهرستان قوبدا
شهرستان قوبدا (قزاقی: Қобда ауданы, قوبدا اۋدانی) یک منطقهٔ مسکونی در قزاقستان است که در استان آق‌تپه واقع شده‌است. شهرستان قوبدا ۱۹۴۵۳ نفر جمعیت دارد.